# Jour de la Loyauté
On appelle en Argentine jour de la Loyauté (en espagnol Día de la Lealtad) la journée commémorative annuelle du 17 octobre 1945, date à laquelle eut lieu à Buenos Aires une vaste mobilisation ouvrière et syndicale pour exiger la libération du colonel Juan Perón, alors retenu prisonnier par les secteurs conservateurs de la dictature militaire au pouvoir.
Auparavant, Perón, détenteur depuis mars 1944 du pouvoir effectif aux côtés du président Farrell et placé à la tête du secrétariat au Travail et à la Prévoyance sociale, créé à sa demande, avait conclu une alliance avec certaines centrales syndicales et pris un ensemble de mesures tendant à renforcer les droits des travailleurs. Si cette politique sociale lui avait permis d’asseoir son pouvoir sur une large base populaire, elle lui avait dans le même temps attiré les foudres des secteurs conservateurs de la société argentine, qui mirent à profit une manifestation monstre contre la dictature Farrell/Perón en septembre 1945 pour exiger son évincement du gouvernement, ce qui fut fait par un vote majoritaire des officiers supérieurs ; de surcroît, le nouvel homme fort du régime, le général Ávalos, donna ordre le 12 octobre de mettre Perón en détention et de le conduire dans une île du Río de la Plata.
En réaction, les syndicats décrétèrent le 16 octobre une grève générale pour le lendemain 17 ; ce jour-là, une vaste foule d’ouvriers, provenant en majorité du sud de l’agglomération portègne, quitta les ateliers, se mit en marche et, entraînée semble-t-il par sa propre dynamique, convergea en masse vers le centre-ville, où elle alla occuper la place de Mai. Devant cette mobilisation, le président Ávalos consentit à négocier avec Perón et le pouvoir décida la remise en liberté du prisonnier. En février de l’année suivante, lors d’élections libres, Perón allait être élu président de la Nation argentine.
Le 17 octobre 1945 est généralement considéré comme l’un des événements majeurs de l’histoire du mouvement ouvrier argentin, et de l’histoire de l’Argentine en général. La mobilisation de cette journée scella l’irruption dans la vie politique argentine d’une classe ouvrière industrielle en quête de reconnaissance, en même temps que l’apparition d’une nouvelle force politique autour de la figure de Perón, à savoir le péronisme, lequel s’efforcera de mettre de nouveaux accents et d’adopter des pratiques et des liturgies — dont la commémoration officielle du 17 octobre — le singularisant par rapport au reste de l’éventail politique (encore que le péronisme devait emprunter aux partis en place leurs pratiques clientélistes). Cette journée eut aussi pour effet d’exacerber l’antinomie péronisme-antipéronisme déjà à l’œuvre depuis plusieurs mois, et qui subsiste encore avec vivacité dans la société argentine actuelle.
L’événement, considéré comme la date de naissance du péronisme, deviendra l’un de ses plus puissants symboles, et le 17 octobre, appelé également jour de la Loyauté péroniste ou simplement le 17-Octobre, sera jour férié national entre 1946 et 1954.

## Arrière-plan historique
Le 4 juin 1943, un groupe de militaires nationalistes dirigés par le général Arturo Rawson, redoutant l’arrivée au pouvoir d’un nouveau président prêt à renoncer à la traditionnelle neutralité de l’Argentine et à entrer dans la Seconde Guerre mondiale alors en cours aux côtés des Alliés, décida de destituer par un coup d’État le président Ramón Castillo, ultime président du régime oligarchique dénommé Décennie infâme, qui n’était qu’une succession de gouvernements réputés corrompus et pratiquant à grande échelle la fraude électorale (appelée fraude patriotique), et dont le point de départ avait été la putsch militaire de 1930 mené par le général José Félix Uriburu.
Au début, le mouvement ouvrier argentin, qui était alors divisé en quatre centrales syndicales (CGT nº1, CGT nº2, USA et FORA), se montra perplexe face à ce coup d’État et indécis quant à la position à adopter. L’une des premières mesures du nouveau gouvernement fut de dissoudre, en l’accusant d’être extrémiste, la CGT nº2, que dirigeait le socialiste Francisco Pérez Leirós et qui comprenait le syndicat des employés de commerce d’Ángel Borlenghi et les syndicats communistes (construction, industrie de la viande, etc.). Cette mesure incita plusieurs des syndicats concernés à retourner dans le giron de la CGT nº1, dont le secrétaire général était José Domenech. Peu après, le gouvernement édicta une législation sur les syndicats, qui, si elle satisfaisait certes quelques revendications syndicales, autorisait en même temps la mise sous tutelle directe (intervención) des syndicats par l’État. Bientôt, le gouvernement militaire fit effectivement usage de cette loi pour mettre sous surveillance les deux puissants syndicats de cheminots qui faisaient le cœur de la CGT, la Unión Ferroviaria et La Fraternidad. En octobre 1943, les autorités réagirent à une série de grèves par l’arrestation de dizaines de dirigeants ouvriers. Aussi, il ne tarda guère à apparaître clairement que le gouvernement militaire renfermait en son sein d’influentes factions anti-syndicales.
Dans de telles conditions, plusieurs responsables syndicaux socialistes, syndicalistes révolutionnaires et quelques communistes, avec à leur tête Ángel Borlenghi (socialiste et secrétaire général de la puissante Confédération générale des employés de commerce dans la défunte CGT no 2 socialiste), Francisco Pablo Capozzi (de La Fraternidad), Juan Atilio Bramuglia (de l’Union ferroviaire), entre autres, résolurent, quoiqu’avec réticence et méfiance, de suivre une stratégie consistant à nouer des alliances avec certains éléments du gouvernement de Pedro Pablo Ramírez réceptifs aux revendications syndicales ; parmi ces militaires figuraient notamment les jeunes colonels Juan Perón et Domingo Mercante.
Les syndicalistes proposèrent alors aux militaires de mettre en place un secrétariat au Travail, de renforcer la CGT et de sanctionner une série de lois sur le travail propres à satisfaire les revendications historiques du mouvement ouvrier argentin. Peu après, cette alliance entre syndicalistes et militaires obtint que le gouvernement militaire désignât Perón directeur du département du Travail, fonction apparemment sans grande portée, puis, un mois plus tard, le 2 décembre 1943, que l’organisme nouvellement créé fût élevé au rang de secrétariat d’État. À sa tête, avec l’appui des syndicats, Perón entreprit de mettre en œuvre une grande part du programme syndical historique argentin : mise en place de tribunaux de prud’hommes ; adoption du décret 33.302/43 étendant à tous les travailleurs l’indemnité de licenciement jusque-là réservée aux employés de commerce ; pension de retraite accordée à plus de deux millions de personnes ; création du statut d’ouvrier agricole (peón de campo) et de celui de journaliste ; création de l’hôpital polyclinique pour cheminots ; interdiction des agences de placement privées ; fondation d’écoles techniques à l’usage des ouvriers ; conclusion en 1944 de 123 conventions collectives touchant plus de 1 400 000 ouvriers et employés, puis en 1945 de 347 autres concernant 2 186 868 travailleurs. Perón parvint en outre à faire abroger le décret-loi réglementant les syndicats, pris dans les premiers jours du gouvernement militaire.
Dans ce contexte débuta pour les syndicats une période de forte croissance, notamment, et de façon décisive, par l’affiliation massive des « nouveaux travailleurs » ; ceux-ci étaient issus du prolétariat urbain qu’avait fait naître dans la décennie précédente une vaste migration intérieure vers la ville de Buenos Aires à partir des campagnes de l’intérieur, et se faisaient appeler « rustauds », « noirauds » ou « têtes noires » par les classes moyennes et supérieures, et même par les « travailleurs anciens », descendants d’immigrés européens.
Quelque temps après, un certain nombre de syndicats qui s’étaient jusque-là tenus à distance, la CGT nº1, l’USA et les fédérations autonomes, commencèrent eux aussi à s’unir autour du secrétariat au Travail ; à l’inverse, en septembre 1945, quatre syndicats importants se détachèrent de la CGT : La Fraternidad, l’Unión Obrera Textil, la Confederación de Empleados de Comercio et le Sindicato del Calzado.
L’alliance entre syndicats et certains jeunes militaires emmenés par Perón ne tarda pas à susciter une vigoureuse opposition de la part des secteurs politiques, économiques et militaires conservateurs, soutenus en cela par l’ambassade des États-Unis (en particulier par l’ambassadeur Spruille Braden) ; ces tensions allaient déboucher fin 1945 sur une forte polarisation électorale.
Le 12 juillet 1945, les syndicats dirigés par Borlenghi réalisèrent dans le centre-ville de Buenos Aires (sur les avenues Diagonal Norte et Florida) une manifestation de masse, vers la fin de laquelle la foule des travailleurs se mit à scander le nom de Perón et à le proclamer leur candidat à la présidence,.
À cette manifestation ouvrière, les couches moyennes et supérieures de la société argentine répliquèrent le 19 septembre 1945 par la Marche pour la constitution et la liberté, qui mobilisa, contre le duo Perón/Farrell au pouvoir, le nombre exceptionnel de 200 000 personnes. Au départ de la place du Congrès, les marcheurs défilèrent en direction des quartiers de la classe supérieure, notamment celui de la Recoleta, où ils exprimèrent leur soutien à l’ancien président Rawson, qui apparut au balcon de son domicile.

## Les journées d’octobre
Quelques jours plus tard, Rawson prit la tête d’un comité de concertation militaire, mais échoua. Peu après cependant, le 8 octobre 1945, un affrontement entre Perón et le général Eduardo Ávalos, chef de la puissante garnison de Campo de Mayo, fut tranchée par un vote des officiers supérieurs tendant à exiger la démission de Perón ; celui-ci, qui à ce moment occupait parallèlement les fonctions de vice-président de la Nation, de secrétaire à la Guerre et de secrétaire au Travail et à la Prévoyance, présenta le lendemain, par suite de ce vote, sa démission de toutes ses fonctions dans le gouvernement dictatorial.
Perón reçut l’autorisation de prononcer un discours ― en outre retransmis par la radio ― le 10 octobre 1945, depuis le balcon du secrétariat au Travail, à l’angle des rues Perú et Alsina. Ce discours, prononcé devant le public rassemblé sur place, qui exposait un programme progressiste consistant en un ensemble de mesures sociales, eut un grand retentissement. Le 11 octobre, Ávalos prit le poste de ministre de la Guerre, et le soir de ce même jour eut lieu au Círculo Militar (dans le Palacio Paz) une réunion de près de 300 officiers, parmi lesquels une vingtaine de la marine, lors de laquelle il fut débattu de la direction à suivre, y compris de l’opportunité ou non de maintenir Farrell à la présidence, et où l’on écouta aussi l’opinion du dirigeant socialiste Alfredo Lorenzo Palacios, qui préconisait de remettre le gouvernement entre les mains de la Cour suprême de justice. L’assemblée décida d’envoyer une délégation s’entretenir avec Ávalos, mais en réalité, on n’était parvenu à s’accorder que pour exiger la convocation immédiate d’élections, la désignation de ministres civils, la levée de l’état de siège et la détention et mise en jugement de Perón. Lorsqu’à minuit la réunion s’acheva, les radios diffusaient déjà le décret de convocation d’élections.
Ce même jour du 11 octobre 1945 eut lieu une rencontre de dirigeants de l’opposition rassemblés autour d’un Comité de coordination démocratique (Junta de Coordinación Democrática), qui, enhardi par le cours des événements, décida d’exiger des forces armées de remettre le pouvoir à la Cour suprême de justice. L’historien Félix Luna signale le manque de réalisme et l’erreur tactique que comportait cette position ; en effet, pour divisée que fût l’armée en différentes factions très en désaccord entre elles, aucune d’elles cependant ne pouvait accepter de remettre à ce moment le gouvernement à la Cour suprême, car cela impliquait de reconnaître une humiliante défaite. De surcroît, le président de la Cour, le Dr Roberto Repetto, juriste certes respecté, était dénué de toute expérience politique.
Le lendemain 12 octobre, après avoir reçu la délégation militaire, Farrell sollicita la démission de tous les ministres, hormis Ávalos, et nomma Vernengo Lima ministre de la Marine. Au même moment, il y eut aux alentours du Círculo Militar une manifestation spontanée des secteurs les plus conservateurs et des étudiants, scandant des slogans antimilitaristes et bloquant virtuellement l’édifice. Entre-temps se propageait l’exigence de remise du pouvoir à la Cour suprême, position qui, encore qu’elle ne fût pas considérée comme la meilleure par beaucoup, était la seule qui permît d’unifier tous les secteurs opposés au gouvernement. Quand dans la soirée une délégation de civils vint présenter ce point de vue à Ávalos, le ministre de la Guerre le rejeta, s’efforça de donner des apaisements, et informa que Perón serait détenu. La délégation s’en retourna alors pour en aviser les manifestants restés sur place, provoquant visiblemente leur irritation. Il s’était produit plusieurs fois déjà des heurts entre des étudiants et des éléments du groupement d’extrême droite Alliance libératrice nationaliste, mais vers les neuf heures du soir, sans que l’on s’en explique clairement l’origine, il y eut une violente fusillade entre la police et un groupe de manifestants, qui se solda par un mort et plus de cinquante blessés.
Le jeudi 11 octobre 1945 dans la matinée, Juan Perón et Eva Duarte, en compagnie de « Rudi » Freude, fils d’un de leurs amis, et de Juan Duarte, frère d’Eva, se rendaient en automobile d’abord à San Nicolás, faubourg de Buenos Aires, puis dans une île du delta du Paraná, après avoir préalablement fait dire à Domingo Mercante de ne pas dissimuler le lieu où il (Juan Perón) se tenait au cas où on demanderait à le voir.
Le 12 octobre, le président Farrell ayant donné ordre de mettre Perón en détention, la police vint le chercher à son appartement de la rue Posadas, à l’occasion de quoi Mercante communiqua au commissaire de police le lieu où se trouvait Perón, de sorte que le lendemain le commissaire dépêcha son sous-commissaire D'Andrea sur ladite île, d’où Perón fut ensuite emmené prisonnier jusqu’à la canonnière Independencia, laquelle à son tour le transféra à l’île Martín García. Perón une fois incarcéré, le journal Crítica parut avec en une le titre suivant :

« PERON NE REPRESENTE PLUS UN DANGER POUR LE PAYS »

Le samedi 13 octobre 1945, Farrell eut une entrevue avec le Procureur général de la Nation Juan Álvarez et lui proposa de former, au titre en quelque sorte de Premier ministre, un cabinet ministériel, conformément à une suggestion faite par le dirigeant radical de Córdoba Amadeo Sabattini et transmise à Farrell par Ávalos. Il s’agissait d’une solution de compromis, par laquelle, sans pour autant transférer le pouvoir à la Cour suprême, on confiait à un civil de prestige la conduite du processus devant déboucher sur des élections. Álvarez s’octroya tout le temps nécessaire : un jour pour mener des consultations avant d’accepter la mission, et quatre jours de pourparlers pour choisir les candidats, à l’issue desquels, le 17 octobre, il eut une liste prête.
Entre-temps, le dimanche 14, Perón avait écrit une lettre à son ami le colonel Mercante dans laquelle il lui disait entre autres choses :

« Somme toute, je suis content de n’avoir pas fait tuer un seul homme à cause de moi et d’avoir évité toute violence. À présent, j’ai perdu toute possibilité de continuer à éviter cela et j’ai les plus grandes craintes que là-bas se produise quelque chose de grave... Je te recommande fortement Evita, car la pauvrette a les nerfs brisés et je me fais du souci pour sa santé. Dès qu’ils m’auront accordé ma mise en disponibilité, je me marie et m’en vais au diable. »

Le même jour, il avait expédié une lettre à Eva, dans laquelle il écrivait notamment :

« ... Aujourd’hui, j’ai écrit à Farrell en le priant d’accélérer ma mise en disponibilité, et dès que je serai sorti, nous nous marions et nous partirons n’importe où, pour y vivre tranquilles... Que me dis-tu de Farrell et d’Avalos ? Deux êtres sans vergogne envers leur ami. Ainsi va la vie... Je te charge de dire à Mercante qu’il parle avec Farrell et fasse en sorte qu’ils me laissent tranquille, et nous nous en irons nous deux dans le Chubut... Je tâcherai d’aller à Buenos Aires par n’importe quel moyen, de sorte que tu peux attendre tranquille et bien faire attention à ta santé. Si la disponibilité est accordée, nous nous marions le lendemain, et sinon, j’arrangerai les choses autrement, mais nous mettrons fin à cette situation d’incertitude où tu es en ce moment... Par ce que j’ai fait, je suis justifié devant l’histoire et je sais que le temps me donnera raison. J’écrirai un livre sur ceci et le publierai dès que possible, nous verrons bien alors qui a raison... »

Le 15 octobre, la FOTIA déclara la grève générale à Tucumán, et dans la même soirée, plusieurs syndicats de Rosario firent de même, exigeant la liberté pour Perón. À Berisso et à Ensenada, les ouvriers avaient entrepris une grande mobilisation, qui maintint pendant plusieurs jours la ville de La Plata en état d’effervescence. Une situation semblable fut créée à Valentín Alsina, Lanús, Avellaneda et dans d’autres localités dans le sud de l’agglomération portègne. En outre, le 16 à midi, les ouvriers des chemins de fer de Tafí Viejo avaient quitté leurs ateliers.
Le mercredi 16 octobre était jour de paye de la quinzaine. L’historien radical Félix Luna relate :

« En allant toucher leur quinzaine, les ouvriers s’aperçurent que le salaire pour le jour férié du 12 octobre n’était pas payé, en dépit du décret signé quelques jours auparavant par Perón. Les boulangers et les travailleurs du textile étaient les plus frappés par la réaction patronale. – Allez donc le réclamer chez Perón !, était la sarcastique réponse. »

Dans la soirée du mercredi 16, le Comité confédéral de la Confédération générale du Travail (CGT) résolut, à l’issue d’un long débat, de décréter une grève pour le 18. Le motif du mouvement de grève était exposé sous forme d’une série de points, incluant la convocation d’élections, la sauvegarde des conquêtes ouvrières etc., mais, significativement, alors que la liberté était réclamée pour les prisonniers politiques, le nom de Perón ne s’y trouvait pas mentionné. L’explication de cette omission pourrait être que beaucoup de dirigeants n’étaient pas convaincus par la figure de Perón, ce pourquoi la fraction favorable à la grève dut faire des concessions dans le texte pour atteindre la majorité,. En effet, une fraction importante de la CGT, attachée aux partis communiste et socialiste, identifiait Perón avec le nazisme et réclamait sa destitution, rejoignant en cela la position de l’ambassade des États-Unis.
Quoique la mobilisation du lendemain n’eût pas lieu sous les auspices de la CGT, la déclaration de grève servit de caution par laquelle plusieurs syndicats et les travailleurs en général, qui étaient en état d’alerte depuis des jours, se sentirent habilités à entreprendre les actions prévues.
Perón, alléguant de problèmes de santé, obtint d’être transféré à l’Hôpital militaire central, dans le quartier de Palermo à Buenos Aires, où il arriva dans la matinée du 17 octobre 1945.

## Journée du mercredi 17 octobre 1945

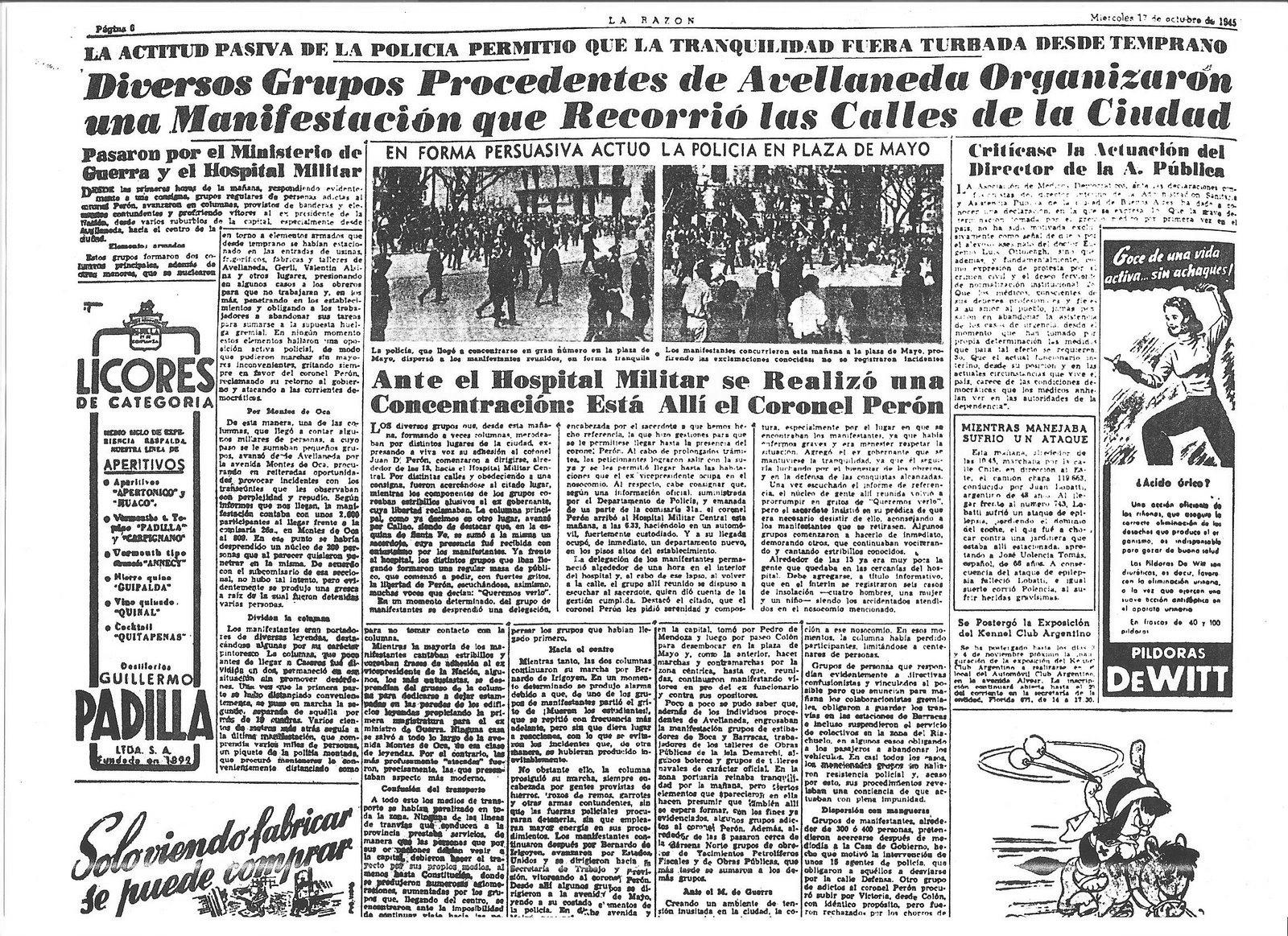
Compte rendu des événements dans les colonnes du journal La Razón.

Dans la matinée du 17, les travailleurs de La Boca, de Barracas, de Parque Patricios et des quartiers populaires de l’ouest de la Capitale fédérale, ainsi que des zones industrielles des environs, commencèrent à se mobiliser. Ils étaient en fort nombre à partir de Berisso, localité proche de La Plata, où se trouvaient d’importants entrepôts frigorifiques, et où le dirigeant syndical Cipriano Reyes s’activait fortement en faveur de la mobilisation. La secrétaire de Domingo Mercante, Isabel Ernst, eut également un rôle important comme agent de liaison entre Perón et les responsables syndicaux. Les ouvriers, au lieu de se rendre à leur travail dans les usines et les ateliers, parcoururent les établissements voisins en incitant ceux qui s’y trouvaient à quitter les lieux, puis, empruntant les grandes artères, marchèrent sur le centre de Buenos Aires tout en scandant des slogans favorables à Perón. L’action était à peine coordonnée par quelques dirigeants syndicaux qui avaient fait de l’agitation les jours précédents, et la principale force d’impulsion provenait des colonnes elles-mêmes qui faisaient boule de neige en marchant.
Au début, la police fit lever les ponts sur le fleuve Riachuelo, qui sont le passage obligé pour qui va à la capitale au départ de la zone sud (Avellaneda, Lanús, Quilmes, Berisso, etc.). Quelques manifestants traversèrent à la nage ou sur des radeaux jusqu’à ce que, plus tard, les ponts fussent à nouveau abaissés. La police, clairement favorable à Perón, ne fit pas obstacle à la marche, et quelques policiers échangèrent des marques de sympathie avec les manifestants, dont les slogans n’avaient plus guère de rapport avec les consignes de la CGT, mais exprimaient leur soutien à Perón et l’exigence de sa remise en liberté.
Le président Edelmiro Farrell garda une attitude impassible. Le nouveau ministre de la Guerre, le général Eduardo Ávalos, se borna à observer les manifestants et refusa de mobiliser les troupes de la garnison de Campo de Mayo, qui en seulement quelques heures pouvaient atteindre la capitale, comme le demandaient certains chefs de l’armée et le ministre de la Marine. Ávalos escomptait que la manifestation finirait par se disperser d’elle-même, cependant, constatant qu’au contraire elle ne cessait de gagner en ampleur, il consentit de s’entretenir avec Perón à l’Hôpital militaire. Les deux hommes eurent une brève entrevue, où ils convinrent des conditions : Perón s’adresserait aux manifestants pour les calmer, ne ferait aucune allusion à son emprisonnement et obtiendrait qu’ils se retirent ; en contrepartie, le cabinet ministériel démissionnerait en bloc et Ávalos solliciterait son congé.
À 23 heures 10, Perón se montra sur un balcon de la Casa Rosada et, remerciant la foule de sa présence, lui rappela son œuvre au sein du gouvernement, l’informa de sa demande de mise en disponibilité, promit de continuer à défendre les intérêts des travailleurs, pour enfin prier les manifestants de se disperser dans le calme, ajoutant que, pour cette fois, il les sollicitait d’exécuter la grève prévue pour le lendemain.
À 20 heures 30 du même jour, le docteur Juan Álvarez se rendit à la Casa Rosada pour remettre une lettre contenant les noms proposés aux postes de ministre, assortis de leur curriculum et de leur acceptation des charges concernées. Il fut reçu avec stupéfaction, au milieu du désordre qui régnait à ce moment dans les lieux, puis congédié avec courtoisie. La liste représentait, selon Félix Luna, un camouflet pour le pays, attendu qu’elle incluait des personnes aux antécédents hautement contestables. Ainsi, Jorge Figueroa Alcorta, proposé à la Justice et à l’Instruction publique, avait été compromis dans un procès qui en 1942 avait impliqué des cadets de l’école militaire ; Alberto Hueyo, proposé aux Finances, avait été directeur de la CHADE lorsque celle-ci obtint une prolongation frauduleuse de sa concession ; Tomás Amadeo, pressenti à l’Agriculture, était ami intime de l’ambassadeur Braden ; et Antonio Vaquer, impétrant aux Travaux publics, avait été fonctionnaire du président Ortiz dans Coordinación de Transporte, département créé à l’effet de sauver les entreprises britanniques de tramway, au détriment des entreprises locales de transports en commun.

### Nombre de participants

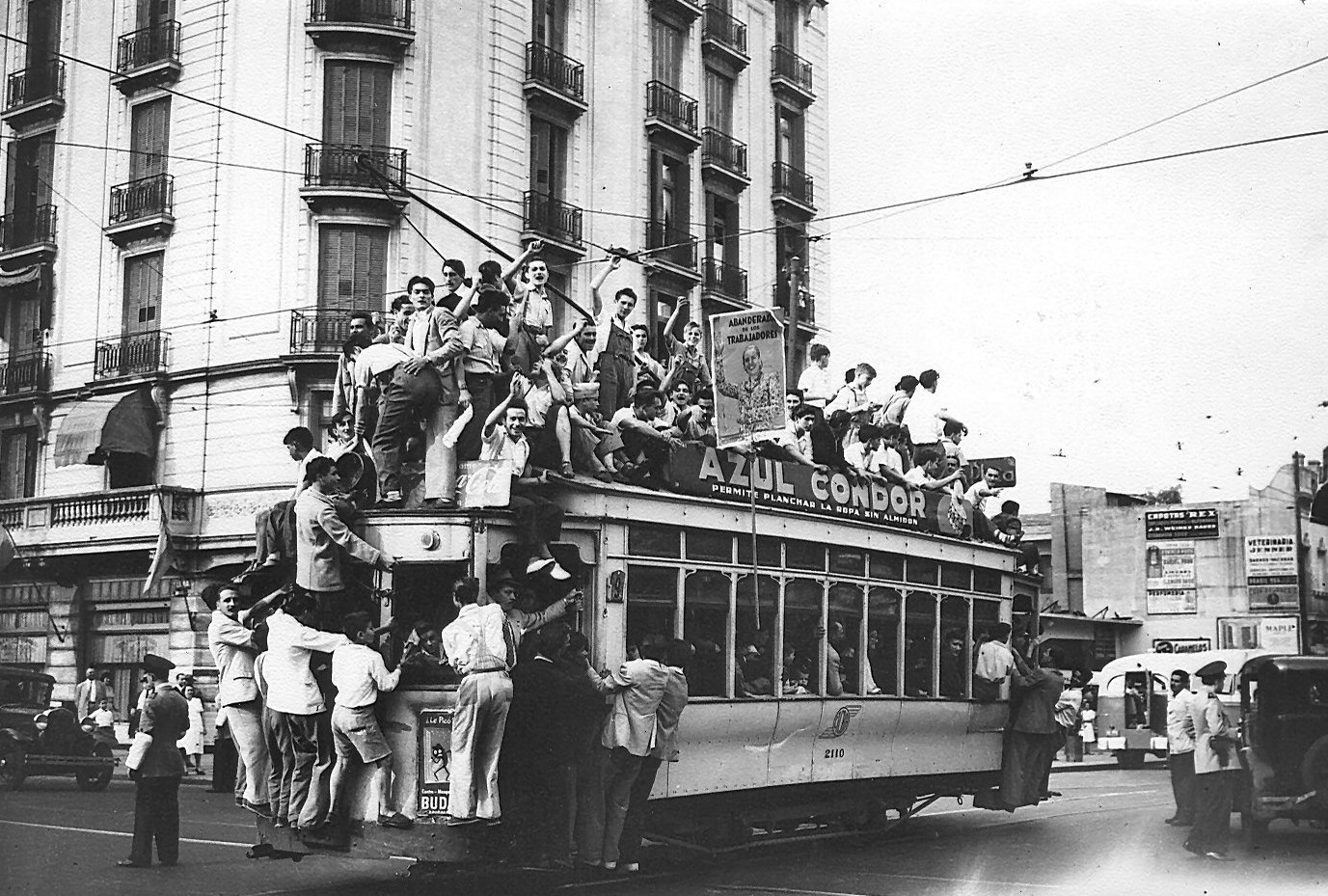
Voiture de tramway emportant des descamisados le 17 octobre 1945.

Le nombre de manifestants varie considérablement selon les sources, certaines allant jusqu’à dénombrer des millions de personnes, d’autres donnant en revanche des chiffres très inférieurs. Pour l’historien Félix Luna, il y eut entre 200 000 et 300 000 manifestants. L’historien spécialiste du mouvement ouvrier Oscar Troncoso signale que la base de calcul généralement acceptée par les experts policiers pour évaluer les manifestations en espace libre est de 3 à 4 personnes par mètre carré, compte tenu notamment que la foule, observée au niveau de la rue, paraît plus compacte que vue du ciel, d’où des espaces vides sont perceptibles. Les calculs de la municipalité de Buenos Aires indiquent pour la place de Mai une superficie de 18 591,83 m2, ce qui, en retenant 4 personnes par m2 maximum, donne 74 367 personnes. Si l’on y ajoute une partie des avenues dites diagonales et l’Avenida de Mayo, l’on arrive à une surface pouvant accueillir au maximum entre 100 000 et 120 000 personnes. Toute la propagande péroniste ultérieure se fixa sur le chiffre de 500 000 personnes tel que publié par Eduardo Colom ― élu ensuite député national péroniste ― dans une chronique du journal La Época ; dans les années qui suivirent, le secrétariat de la Presse et de la Diffusion fera usage, afin de sauvegarder cette image, de photographies et de comptes rendus de manifestations de masse postérieures à 1945. Lors des élections de 1946, 304 854 personnes votèrent pour Perón dans la Capitale fédérale et 450 770 dans toute la province de Buenos Aires.

## Effets immédiats
La démission de Perón de toutes ses fonctions gouvernementales le 8 octobre 1945 fut la conséquence de la perte de soutien en sa faveur dans le haut commandement de l’armée. L’on doit admettre, sur la foi de la lettre qu’il envoya à Eva Duarte de l’île Martín García, qu’à ce moment, Perón était résolu à se retirer de la politique. La mobilisation du 17 octobre eut deux effets immédiats : d’une part, elle força Perón à revenir au combat politique, et d’autre part, eut une incidence sur les forces armées, en ce sens qu’elle fit se retourner en faveur de Perón quelques-uns des chefs militaires qui auparavant s’étaient opposés à lui et obligea les autres à solliciter leur congé ou à tolérer la marche de Perón vers la présidence.
Au terme d’un court intermède de repos et après avoir épousé Eva Duarte le 23 octobre, Perón engagea sa campagne politique. La fraction de l’Union civique radicale qui l’appuyait forma l’UCR Junta Renovadora, à laquelle vinrent se joindre le Parti travailliste et le Parti indépendant, tandis que l’organisation radicale FORJA décida sa dissolution pour rallier lui aussi le mouvement péroniste.
Domingo Mercante fut nommé à la tête du secrétariat au Travail qui, aux côtés de nombreux syndicats, se constitua en une importante force d’appui dans la campagne de Perón.
Les partis d’opposition pour leur part, comprenant les partis communiste, socialiste, radical, démocrate progressiste, conservateur, ainsi que la Fédération universitaire argentine (FUA), la Sociedad Rural (grands propriétaires terriens), l’Union industrielle (grandes entreprises), la Bourse de commerce et les syndicats d’opposition, s’associèrent en une grande coalition anti-péroniste, l’Union démocratique (UD), laquelle allait, et avec elle la majorité des intellectuels, soutenir lors du scrutin à venir le binôme présidentiel désigné par l’Union civique radicale.
Les élections se tinrent le 24 février 1946 et furent remportées par le duo Perón-Quijano avec 52,84% des voix, soit un écart de seulement 280 786 voix avec l’UD.

## LaJournée de la loyautésous le gouvernement péroniste (1946-1954)

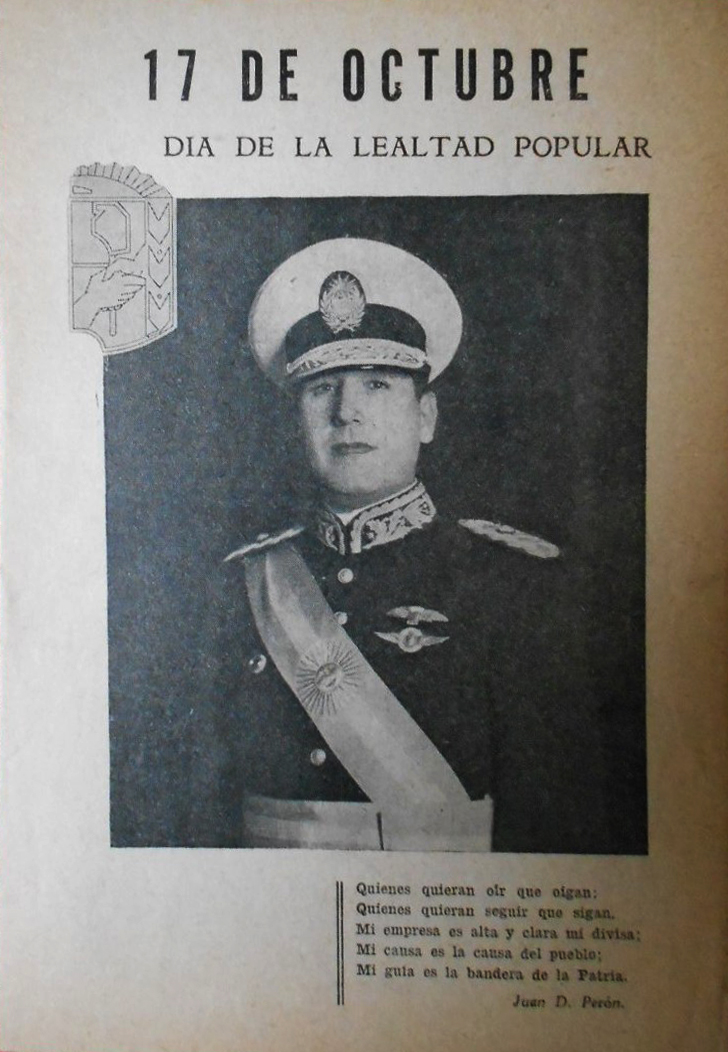
Affiche commémorative du premier anniversaire du Jour de la loyauté, portant la photographie de Perón.

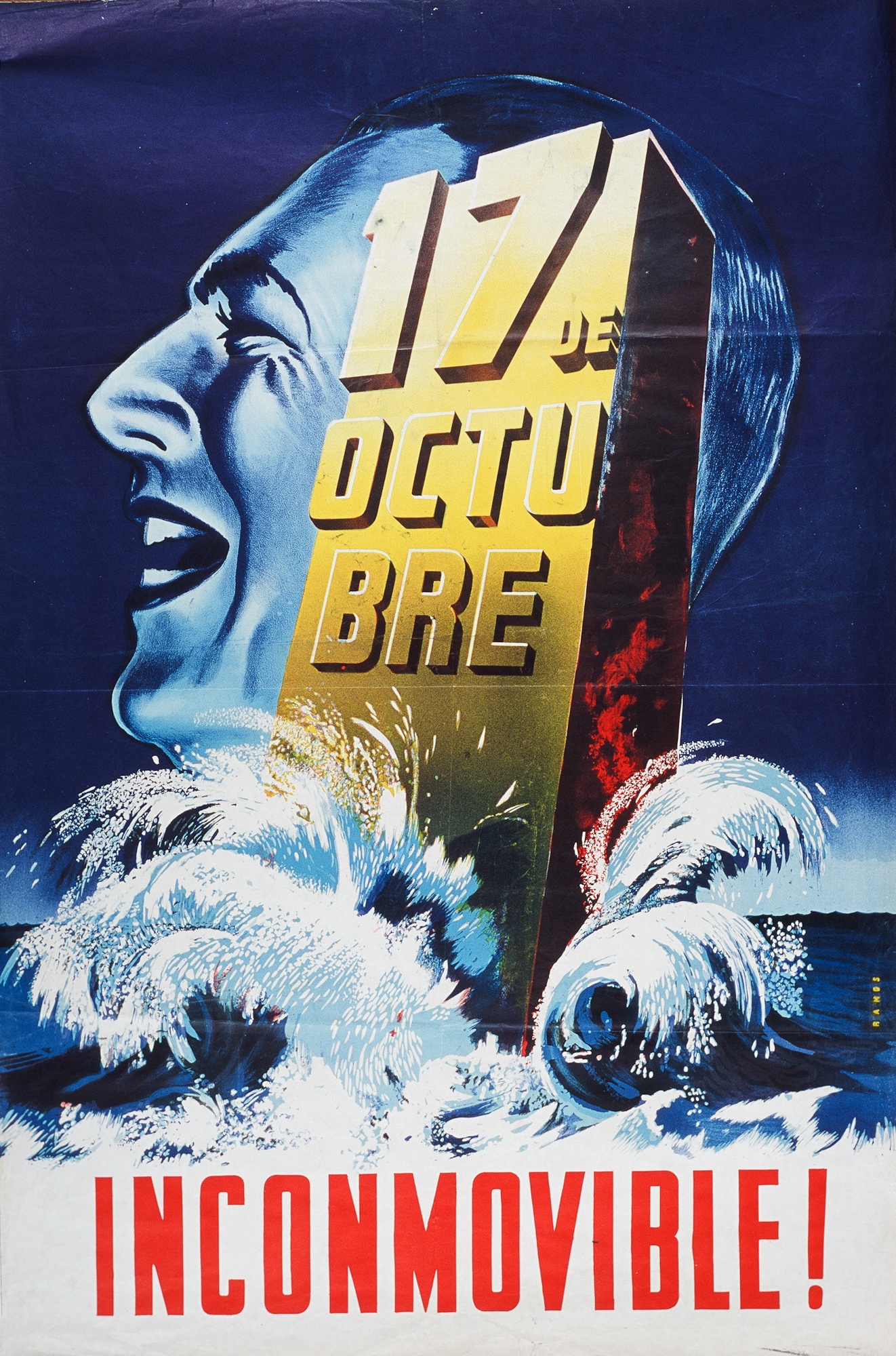
« Incommovible » (Inébranlable), affiche créée à l’occasion du deuxième anniversaire du 17 octobre.

À propos des rituels politiques, en particulier ceux du péronisme, Mariano Plotkin observe :

« D’un côté, ils créent une unité symbolique entre les participants qui se reconnaissent eux-mêmes comme membres d’une communauté politique donnée: parti, nation, patrie. D’un autre côté, plus spécialement dans les regimes de type autoritaire, les rituels remplissent également une fonction d’exclusion, privant de légitimité en tant qu’acteurs politiques ceux qui n’y ont point part. [...] Dans le cas du péronisme, où la présence d’un lien de type charismatique entre le dirigeant et la masse était l’un des fondements de son identité comme mouvement, les rituels politiques servaient en outre à recréer et à renforcer l’image charismatique du dirigeant. »

Le péronisme, remarque l’historien Cristian Buchrucker, « postula une certaine aspiration à la totalité de la nation, ce qui se manifesta par l’inclusion des « trois drapeaux » justicialistes dans le Préambule de la constitution de 1949 et plus nettement encore en 1951-1952, lorsque la doctrine du mouvement fut déclarée Doctrine nationale. », Plotkin observe encore :

« Amorçant une tendance qui allait s’approfondir dans les années suivantes, la célébration du 17 octobre 1947 fut assimilée à la célébration officielle d’une date patriotique. Dans la soirée du 17, Perón reçevait solennellement le salut des autorités civiles et militaires. [...] L’"officialisation" du 17-Octobre allait entraîner deux conséquences : d’une part, elle servira à universaliser sa signification. Il ne s’agissait plus d’une célébration péroniste, mais d’une fête de l’État. [...] En deuxième lieu, elle allait servir également à domestiquer et unifier le sens de la festivité. »

Oscar Ivanissevich, nommé secrétaire à l’Éducation début 1948, devint membre du comité organisateur des célébrations du Premier mai et du 17-Octobre, et allait fortement influencer la symbologie politique du régime. Ivanissevich

« s’attacha de relier le péronisme à certaines valeurs transcendantes, le transformant en une véritable religion politique. Les rituels péronistes allaient monopoliser progressivement l’espace public. [...]  À partir de 1948, la célébration perdit totalement son caractère commémoratif. L’objectif de la célébration n’était ni plus ni moins que de donner au peuple péroniste l’occasion de réaffirmer sa dévotion envers le líder et de recréer les fondements de la légitimité du régime : le pouvoir charismatique de Perón, fondé dans son contact sans intermédiaires avec le peuple. »

Une autre innovation de cette année-là fut le décernement pour la première fois de la Médaille péroniste, en reconnaissance de services extraordinaires rendus au pays ou au mouvement (p.ex., sous-officiers de l’armée ou policiers ayant accompli des actes héroïques, sportifs ayant représenté avec succès le pays), ce par quoi Perón effaçait la distinction entre parti et État. Être loyal à la nation impliquait être loyal au mouvement, et inversement. Sur ce même sujet, Gambini écrivit que « cette idée de considérer comme péronistes tous les habitants du pays, que cela leur plût ou non, a été une constante dans la prédication doctrinaire et procédait de la confusion permanente entre État et parti ».

## Les années postérieures
Après le renversement de Perón en 1955 et jusqu’à son retour au pouvoir en 1973, le jour de la Loyauté devint pour ses partisans le jour de la Résistance péroniste (en esp. Día de la Resistencia Peronista). Cette journée, qui ne s’accompagnait pas de grandes mobilisations, fournissait chaque année l’occasion de cérémonies évoquant l’union du peuple avec Perón, et qui étaient dans beaucoup de cas aussi des actes d’hostilité à l’égard du gouvernement en place.
Perón nomma Quinta 17 de Octubre la villa qu'il se fit construire à Puerta de Hierro, dans la banlieue nord-ouest de Madrid, au milieu des années 1960.
Depuis le rétablissement de la démocratie en 1983, la commémoration du 17 octobre reste limitée, de façon générale, aux personnalités politiques de ce qu’il est convenu d’appeler le « péronisme historique » et ne donnent pas lieu à des manifestations de masse.